# Park Narodowy Banc d’Arguin
Park Narodowy Banc d’Arguin (ar. حوض أركين. fr. Parc National du Banc d’Arguin) – park narodowy położony na wybrzeżu Mauretanii, między Nawakszutem a Nawazibu. Park narodowy został ustanowiony w 1978. Obecnie obejmuje powierzchnię 1 200 000 ha (12 000 km²).
W 1989 został wpisany na Listę Światowego Dziedzictwa UNESCO jako ważne miejsce lęgowe ptaków wędrownych. Spotyka się tu dużą liczbę gatunków, takich jak flamingi, biegusiki, pelikany i rybitwy. Większość miejsc lęgowych położona jest na przybrzeżnych łachach piaskowych, w tym na wyspach Tidra, Niroumi, Nair oraz Kijji. Okoliczne wody obfitują w ryby, stanowiące źródło pożywienia dla ptaków, a także mieszkańców kilku okolicznych wiosek. Na położonej w granicach parku wyspie Arguin zachowały się pozostałości holenderskiego fortu.